# 晋冀魯豫辺区
晋冀魯豫辺区（しんきろよへんく）は、中国共産党が日中戦争中に華北地区に設立した抗日根拠地。現在の山西省、河北省、山東省、河南省にまたがる地域に設置された。

## 概要
面積は15万平方キロメートル、117か県、2,500万人の規模。
首府は河北省武安市冶陶鎮におかれた。
辺区政府主席は楊秀峰、副主席は薄一波、戎伍勝、参議会議長は申伯純。
軍事上は晋冀豫軍区と冀魯豫軍区に大きく分けられる。晋冀豫軍区（司令員倪志亮、政治委員黄鎮）は八路軍第129師をもとに1938年4月編成され、太行、太岳及び冀南の3個戦略区で構成された。冀魯豫軍区（司令員黄克誠、政治委員崔田民）は八路軍第115師団をもとに1940年4月に編成され、豫北、直南及び魯西南地区で構成された。
1945年8月20日、中国共産党中央により正式に晋冀魯豫中央局（書記鄧小平）と晋冀魯豫軍区（司令員劉伯承）が成立し、太行、太岳、冀南及び冀魯豫の4根拠地を管轄した。

## 廃止
1948年に晋冀魯豫辺区政府と晋察冀辺区政府は合併し華北聯合行政委員会が成立し、晋冀魯豫辺区は廃止された。